# Jean Thibaudeau
Jean Thibaudeau (La Roche-sur-Yon, 7 marzo 1935 – Parigi, 18 dicembre 2013) è stato uno scrittore francese.
Collaboratore della rivista Tel Quel dal 1971, partecipò attivamente alla fondazione del gruppo 63. Ha tradotto in francese opere di Julio Cortázar, Edoardo Sanguineti, e Italo Calvino (Ti con zero, Le cosmicomiche, Le città invisibili e Il castello dei destini incrociati) e scritto opere direttamente per la radio. Ha curato opere di Francis Ponge e Alexandre Dumas.

## Opere
- Une cérémonie royale, Paris, éd. de Minuit, 1960 (premiato nel 1961 con il Prix Fénéon).
- Ouverture, Paris, éditions du Seuil, 1966.
- Ponge, Paris, Gallimard, Collection La bibliothèque idéale, 1967
- Imaginez la nuit, roman, Paris, éd. du Seuil, Collection Tel Quel, 1968; trad. di Giuseppe Guglielmi, Immaginare la notte, coll. La ricerca letteraria, Einaudi, Torino, 1972
- Mai 1968 en France, précédé de Printemps rouge par Philippe Sollers, Paris, éd. du Seuil, Collection Tel Quel, 1970. Ré-édition Phonurgia Nova, 1998.
- Socialisme, avant-garde, littérature : interventions, Paris, éd. sociales, 1972.
- Ouverture... Roman noir ou Voilà les morts, à notre tour d'en sortir, Paris, éd. du Seuil, 1974; trad. di Clara Lusignoli, Ouverture, coll. La ricerca letteraria, Einaudi, Torino, 1969
- L'Amour de la littérature, Paris, Flammarion, 1978.
- L'Amérique, Paris, Flammarion, Collection Digraphe, 1979. ISBN 2-08-062513-6
- Journal des pirogues, Paris, L'Un dans l'autre, Collection Palimpsestes, 1984. ISBN 2-904545-01-8
- Mémoires : album de familles, Seyssel, éd. Comp'Act, Collection Liber, 1987.
- Souvenirs de guerre : poésies et journal, suivi de Dialogues de l'aube, Paris, Hatier, Collection Haute enfance 1991. ISBN 2-218-03750-5
- Comme un rêve : roman et autre histoires, Paris, éd. Écriture, 1994. ISBN 2-909240-09-6
- Mes années « Tel quel » : mémoire, Paris, Éd. Écriture, 1994. ISBN 2-909240-10-X
- Lettres à Jean Thibaudeau, Francis Ponge. Présentation et notes du destinataire, Cognac, Le Temps qu'il fait, 1999.
- Préhistoires, Monaco / Paris, éd. du Rocher, Collection Esprits libres, 2004. ISBN 2-268-04931-0
- Ouverture [romans], Grenoble, de l'incidence éditeur, 2011. ISBN 978-2-918193-06-7